# NGC 404
NGC 404 is een klein lensvormig sterrenstelsel in het sterrenbeeld Andromeda. Het hemelobject ligt ongeveer 11 miljoen lichtjaar van de Aarde verwijderd en werd op 13 september 1784 ontdekt door de Duits-Britse astronoom William Herschel.

## Synoniemen
- PGC 4126
- UGC 718
- MCG 6-3-18
- ZWG 520.20
- IRAS01066+3527

## 43-β Andromedae
Vanaf de aarde gezien staat het stelsel NGC 404 schijnbaar dicht bij de ster 43-β Andromedae (Mirach). Op sommige telescopisch verkregen foto's waar NGC 404 op te zien is, kan tevens het schijnsel van Mirach opgemerkt worden. NGC 404 kreeg daardoor de bijnaam Geest van Mirach (Mirach's ghost).